# ميخائيل بولت
ميخائيل بولت (بالإنجليزية: Michael Bolt)‏ هو لاعب دوري الرغبي أسترالي، ولد في 6 فبراير 1961 في ولونغونغ في أستراليا.